# Koddiyar Bay
Koddiyar Bay és la badia on hi ha Trincomalee a la Província Oriental (Sri Lanka). També s'anomena Trincomalee Bay. És una badia grandiosa a la part nord de la qual hi ha la ciutat de Trincomalee, a l'oest el barri de Clanpenburg i la població de Kinniya; i al sud la població de Muttur on sota domini holandès hi va haver la fortalesa de Kottiyar. Les drassanes de Trincomalee són en aquesta badia, i més al nord de les drassanes s'aixeca la pròpia ciutat. Fou base naval britànica fins 1956.